# Cynthia Uwak
Cynthia Uwak,  née en juillet 1986 dans l'État d'Akwa Ibom, au sud du Nigeria, est une footballeuse nigériane, jouant au poste d’attaquant, en équipe nationale, et en club en Europe.

## Biographie
Elle est née le 15 juillet 1986 dans l'Etat d'Akwa Ibom, dans le sud du Nigeria, au sein d'une fratrie de trois enfants (deux filles et un garçon). Elle commence à jouer très tôt au football, contre les garçons, dans les rues de sa ville natale. Elle est soutenue par sa mère pour poursuivre dans ce sport et peut combiner l’école secondaire et cette passion .
Elle commence son parcours en club avec l’équipe féminine finlandaise KMF et poursuit cette carrière en grande partie en Scandinavie, avec cependant un passage  en France et en Allemagne. Elle fait ainsi partie de l'équipe féminine de l'Olympique Lyonnais qui remporte le championnat de France de football féminin en 2008. Après être revenue en Scandinavie au sein du club PK-35 puis du Åland United, elle remporte avec ce club le championnat de Finlande de football féminin en 2013 et est le meilleur buteur dans cette division cette année-là.
Elle est également sélectionnée, dès la deuxième partie des années 2000, dans l’équipe nigériane féminine. Elle est remarquée par sa participation en 2006 à la  coupe du monde féminine de football des moins de 20 ans organisée en Russie. Auteur de quatre buts en quatre matches, elle permet au Nigeria d'atteindre les quarts de finale. Tina Theune-Meyer, l'ancienne sélectionneuse de l'équipe d'Allemagne féminine de football, déclare à cette occasion être impressionnée par son potentiel. Elle est cette même année sélectionnée parmi les vingt meilleures joueuses au monde, seule africaine  dans ces 20 premières. Elle est logiquement sélectionnée l’année suivante à la coupe du monde féminine de football 2007 en Chine, et aux jeux olympiques d'été de 2008,,. Elle y est le moteur de l’équipe nigériane.
Elle ne peut pas participer, par contre, au championnat d'Afrique de football féminin 2010 en Afrique du Sud à la suite d'une blessure. Elle n’est pas sélectionnée non plus pour la coupe du monde féminine de football 2011, sans que la raison n’en soit clairement explicitée par le sélectionneur.
Elle est par contre de retour dans l'équipe nationale (équipe surnommée les Super Falcons (Super faucons)), avec l'entraîneur Florence Omagbemi, en 2016 pour la coupe d'Afrique des nations féminine de football au Cameroun, remportée par cette équipe.  
Fin 2016, elle est victime d’un accident de voiture, mais s’en sort  avec des égratignures. Elle s’emploie également dans les années 2010  à tordre le coup à quelques stéréotypes sur les footballeuses, dans les médias, en réagissant sur les clichés diffusés sur ce sport féminin, l’apparence soi-disant masculine des joueuses ou les préférences sexuelles supposées,  autant d’obstacles sociaux-culturels subsistant quelquefois. « Le football n'est pas seulement pour les hommes » affirme-t-elle ainsi,« les femmes peuvent aussi jouer au football et être féminines »,.